# Puchar Dalekowschodni w narciarstwie alpejskim 2021/2022
Sezon 2021/2022 Pucharu Dalekowschodniego w narciarstwie alpejskim miał rozpocząć się 28 lutego 2022 roku w japońskim Akan. Ostatnie zawody miały zostać rozegrane 24 marca tego samego roku w rosyjskim Jelizowie, jednak cały cykl został odwołany.

## Puchar Dalekowschodni w narciarstwie alpejskim kobiet
Wśród kobiet pucharu dalekowschodniego z sezonu 2020/2021 broni Rosjanka Jekatierina Tkaczenko.
W poszczególnych klasyfikacjach tryumfowały:
- slalom:
- gigant:

## Puchar Dalekowschodni w narciarstwie alpejskim mężczyzn
Wśród mężczyzn pucharu dalekowschodniego z sezonu 2020/2021 broni Czech Kryštof Krýzl.
W poszczególnych klasyfikacjach tryumfowali:
- slalom:
- gigant: